# Дурляхов, Ростислав Августович
Ростислав (Роберт) Августович Дурляхов (Дурляхер, Дурлахер, Дурляков; 1856—1937) — военный конструктор артиллерийского вооружения, из прибалтийских немцев.
На службе в Русской Императорской Армии, затем в РККА. В начале Первой мировой войны сменил немецкую фамилию Дурляхер на русскую Дурляхов. Генерал-лейтенант, постоянный член артиллерийского и совещательный член инженерного комитетов, член конференции и штатный преподаватель Михайловской артиллерийской академии. Военный писатель, его работы: «Состав вооружения берегов» и «Об установках орудий сухопутной крепостной артиллерии» переведены: первая на французский, вторая на немецкий язык.

## Биография
Родился в семье лютеран, сын уездного врача.

Р. Я. Дурляхов

Образование получил во 2-й Московской военной гимназии и Михайловском артиллерийском училище, откуда в 1875 году был выпущен подпоручиком в 41-ю артиллерийскую бригаду, с которой принимал участие в русско-турецкой войне на Кавказском театре в Пририонском отряде.
В 1878 году поступил в Михайловскую артиллерийскую академию, которую окончил в 1880 г. по первому разряду. Полтора года работает на Петербургском орудийном заводе, в 1881 году продолжил службу в Санкт-Петербургском арсенале, перейдя в 1885 году в чине штабс-капитана в артиллерийский комитет, сначала делопроизводителем (в 1887 году направлялся в командировку по заводам и полигонам «Крупп», «Сен-Шамон» и «Форж э Шантье деля Медитерранне», его отчёт по итогам которой был издан отдельной брошюрой), а с 1903 года — постоянным членом.
Кроме того, с 1900 года состоял в комиссии по вооружению крепостей до её переформирования в крепостной комитет.
Р. А. Дурляхов занимался военно-педагогической деятельностью, начав в 1889 году штатным преподавателем артиллерии в Николаевском кавалерийском училище. В 1900 году перешёл на ту же должность в Михайловское артиллерийское училище, а с 1908 года — в Михайловскую артиллерийскую академию.
Наряду с исполнением служебных обязанностей Дурляхов в течение более чем 25 лет принимал самое деятельное участие в разработке предметов материальной части, являясь одним из выдающихся конструкторов лафетов и орудийных установок, главным образом для крепостных и береговых образцов, большинство которых осуществлено и принято на вооружение.
Дурляховым разработаны:
- гидравлические тормоза постоянного действия с коническим каналом к осадным и некоторым береговым лафетам, взамен существовавших компрессоров трения и гидравлических тормозов переменного действия;
- береговые лафеты с центральной осью вращения для 6-дюймовых пушек весом 190 пудов и 6-дюймовых пушек в 35 клб. дл.;
- береговые лафеты с большим вертикальным обстрелом для 9, 10 и 11-дюймовых пушек;
- береговые лафеты для 9 и 11-дюймовых мортир;
- рамный осадный лафет для 9-дюймовых легкой мортиры;
- тумбовый лафет для легкой и батарейной пушек;
- канонирирские лафеты жесткой системы для двух 13-дюймовых пушек Круппа в Кронштадте, на форте Константин в кинжальной батарее, и для 3-дюймовых скорострельной пушки с откатом по оси;
- гидравлические лафеты для осадных пушек среднего и большого веса и для 9-дюймовых береговых пушек;
- гидравлическо-пружинные приборы к 11-пушечному береговому лафету для использования отдачи в целях автоматического заряжания и наводки орудия.

2 последние конструкции были выставлены в 1900 году на Всемирной выставке в Париже и за них Дурляхову была присуждена большая золотая медаль.
Также им были спроектированы:
- передвижная броневая башня для 57-мм пушки;
- лафеты с откатом орудия по оси: для 57-мм противоштурмовой пушки, 6-дюймовые пушки весом 200 пудов, 6-дюймовые гаубицы, 42-линейные пушки, 11-дюймовые береговой гаубицы, 12-дюймовые пушки и 11-дюймовые осадной мортиры;
- лафеты с откатом верхней части по станинам и с пружинным накатником для 3-дюймовой скорострельной пушки и 42-линейной и 48-линейной гаубиц.

Из многих других мелких проектов был осуществлен проект переделки лёгких пушек с клиновым затвором в скорострельные для стрельбы унитарным патроном. Также создал оригинальный дульный тормоз.
В 1913 году вместе с группой конструкторов Металлического завода в Петербурге разработал 420-мм гаубицу взамен 280-миллиметровой гаубицы Шнейдера, однако опытный экземпляр был изготовлен только во время войны и в войска не попал. В 1915 году спроектировал лафет для 406-мм гаубицы, которую так же до конца войны изготовить и принять на вооружение не успели. 11-дюймовые береговые мортиры с переделанными по проекту Дурляхова лафетами применялись при осаде Перемышля.

### После революции 1917 года
После революции 1917 года с 1918 года на службе в РККА.
С 1 января 1919 года — председатель Артиллерийского комитета ГАУ, с 21 октября 1919 года — старший преподаватель Артиллерийской академии, с 28 августа 1924 года — заместитель председателя Артиллерийского комитета ГАУ, с 20 января 1927 года — председатель 2-й секции Артиллерийского комитета ГАУ. 25 сентября 1929 года был уволен из рядов РККА.
Предложил проект 85-мм дивизионной пушки (1923), 65-мм батальонной гаубицы (на вооружение приняты не были). В 1925 году разработал железный станок для 37-мм пушки Розенберга и 37-мм пушки завода Грюзонверке. Принимал участие в модернизации зенитной пушки Лендера (1928).
Полукапонирами конструкции Дурляхова образца 1904 года для 76-мм пушек обр. 1900/1902 гг. были оборудованы укрепрайоны «Линия Сталина».
В мае 1931 года с некоторыми другими сотрудниками Артиллерийского комитета был арестован по обвинению в «излишне активном развитии научно-исследовательских работ для того, чтобы после свержения советской власти, на что рассчитывали изобретатели, результатами исследований могла воспользоваться контрреволюция», скорее всего, в рамках так называемого дела «Весна». Известно о двух обвинительный приговорах в его адрес, вынесенных 7 октября 1931 г. и 17 февраля 1933 г. Вероятно, оба раза Дурляхов оставался на свободе, поскольку в 1931-1935 году личный архив конструктора пополнялся теоретическими расчётами, а 7 мая 1935 года датируется справка для предоставления в Комиссию содействия научным работникам и учёным.
В целом обстоятельства репрессирования, последних лет жизни и смерти неизвестны, как неизвестна и дата смерти. В сопроводительной записке к материалам о реабилитации со слов родственников указан февраль 1938 года. По некоторым данным, умер на своём рабочем месте, в ГАУ.
Реабилитирован 11 августа 1956 года (оба приговора отменены, дела прекращены за отсутствием состава преступления).

## Награды
- Дурляхову присуждались одна большая и две малых Михайловских премии и одна им. генерала Дядина, а также единовременная денежная награда в 10 тысяч рублей.
- С 1901 года ему назначено постоянное ежегодное пособие в 1500 руб.